# Traenheim
Traenheim (en alsacià Draane) és un municipi francès, situat a la regió del Gran Est, al departament del Baix Rin. L'any 1999 tenia 556 habitants.
Forma part del cantó de Saverne, del districte de Molsheim i de la Comunitat de comunes de la Mossig i del Vignoble.

## Demografia
| 1962 | 1968 | 1975 | 1982 | 1990 | 1999 |
| ---- | ---- | ---- | ---- | ---- | ---- |
| 382  | 397  | 421  | 477  | 496  | 556  |

## Administració
| Període   | Identitat       | Partit |
| --------- | --------------- | ------ |
| 1989-1995 | Frédéric Mochel |        |
| 1995-     | Evelyne Loew    |        |